# Американські карпато-русини
Американські карпато-русини (англ. Rusyn Americans) — назва, яка інколи використовується для громадян США, що мають предків русинів, які народились на Закарпатті  або в сусідніх районах Центральної Європи. Деякі американські карпато-русини, однак, воліють самоідентифіковуватися як Українці США, Словаки США та Росіяни США.

## Передумови
Центральноєвропейський регіон Карпатська Русь, що розташовується на перехресті сучасних кордонів України, Словаччини та Польщі, упродовж віків перебував під владою сусідніх держав. Станом на середину XIX століття дані землі, відомі сьогодні як Закарпаття, Пряшівщина і Лемківщина, входили до складу Австро-Угорської імперії. Корінними жителями цього регіону є східнослов'янське населення, яке в XIX столітті іменувало себе «руснаками», «русинами», «руськими людьми», національно-культурний рух яких мав відчутне русофільське забарвлення. Мешканці Карпатської Русі здебільшого сповідували греко-католицизм, а церква слугувала основним засобом підтримки традиційної культури. У більшості початкових школах, культурних товариствах, книжках і газетах переважали греко-католицькі священники.
Соціально-економічний статус основної маси населення залишався незмінно низьким, а сам край слугував аграрно-сировинними придатком імперського центру, якого слабо торкнувся промисловий переворот. Більшість людей проживало в горбистій або гористій місцевості, існуючи ледь не на межі прожиткового рівня та живучи за рахунок дрібного землеробства, випасу худоби, а також сезонних робіт на рівнинах низинної Угорщини. Весь життєвий цикл підпорядковувався сільськогосподарським сезонам і церковному календарю. Соціальна та загалом географічна мобільність була вкрай низькою: 97 % карпатських русинів не покидали села, в якому вони народились. У містах русини складали тільки невелику частку населення, як правило, виконуючи роль домашньої прислуги чи тимчасових робітників. Негативну ситуацію ускладнювали різкий приріст населення, високі податки, малоземелля й повна залежність від поміщиків та лихварів. Дані чинники змушували багатьох селян емігрувати до Північної Америки.
Ще одним фактором стала розгорнута угорською владою асиміляція корінного населення. Активно впроваджувалася практика навчання закарпатських священників в угорських семінаріях, де з них намагалися повністю «викорінити мову і культуру». Частина такої інтелігенції ставала мадяронами — прихильниками угорської мови, культури й усього угорського. Поява залізниці зробила зв'язок із європейськими портами легшим, чим сприяла потенційній імміграції.

## Переселення
Достовірно відомо, що русини з Карпатського регіону спочатку виїжджали в Америку через німецькі порти, зокрема Бремен і Гамбург, а згодом — і через порт Фіуме на Адріатичному морі або румунську Констанцу. Кораблі, в яких пливли представники й інших народів зі Східної і Південної Європи, вирушали у тривалу трьох- та чотиритижневу подорож через Атлантичний океан. Більшість закарпатців, які до того не покидали навіть околиць рідного села, ніколи не бачили і не уявляли океану. Для деяких з них трансатлантичне плавання породжувало страх перед невідомим, тоді як інших охоплювало духом пригод. Майже всі без винятку іммігрантські судна прямували у Нью-Йорк, пропливаючи повз знаменитої Статуї Свободи. Відразу після прибуття іммігранти направлялись через невеликі пороми на острів Елліс. Там у прибулих перевірялись потенційні проблеми зі здоров'ям, в більшості випадків вони отримували штамп схвалення. Пройшовши міграційні перешкоди, закарпатці отримували можливість зустрітися з друзями і родичами, що вже переїхали в США, і, звісно ж, з потенційними роботодавцями.
Перші вихідці із Закарпаття і Лемківщини ступили на територію США ще у 1860-ті роки. Однак відносно помітною і потужною стала еміграція з рідного краю наприкінці 1870-х і в 1880-ті. Як правило, більшість з перших іммігрантів переїжджали у пошуках заробітку. Вони сподівалися знайти вигідну роботу, попрацювати декілька років і, заробивши певну суму грошей, повернутися назад. Користуючись вільним рухом між Європою і Північною Америкою, деякі закарпатці мігрували туди і назад кілька разів, часом перевозячи у нову домівку власну сім'ю.
Вважається, що між 1880 і 1914 роками в північно-східну частину США прибуло 225 000 закарпатських іммігрантів. Слід зазначити, що значна частина закарпатських русинів-українців прибувала нелегально, остерігаючись протидії державної влади своїх країн. На першому етапі (1877—1898) ні пароплавні компанії, ні федеральні органи США не вели фіксованого обліку прибулих, тому точну кількість переселенців із Карпатського регіону встановити неможливо. Існує ще ряд проблем щодо визначення їх точної кількості. По-перше, це неадекватні чи неіснуючі статистичні дані з боку американських відомств. По-друге, той факт, що багато закарпатців першого покоління і їхні нащадки ототожнювали себе з тією країною, в якій вони народилися і жили, навіть якщо їх національність відрізнялася від домінуючої в цій державі. Оскільки при в'їзді їм ставили запитання лише про мову, віросповідання та національно-державну приналежність, численні закарпатські іммігранти з Австро-Угорської імперії називали себе «угорцями», вказуючи при цьому «грецьку» або «руську» віру і «слов'янську» мову. Лемки іноді іменували себе «австрійцями» або «поляками». Траплялися випадки, коли русинів-українців записували як росіян, хоча етнічно вони ними ніколи не були. Збір відомостей стосувався тільки пасажирів третього класу, про решту інформацію не збирали взагалі. Таким чином, на основі статистичних даних щодо міграції і членських записів у релігійних і світських організаціях, припускається, що близько 620 000 американців мають принаймні одного предка, який є вихідцем із Закарпаття.

## Історія

### Ранній період (1865—1914)
Перші прибулі поселенці оселилися в основному в північно-східних і центральних штатах, зокрема, в області видобутку вугілля і металургійних районах навколо Скрентону і Вілкс-Барре у північно-східній Пенсільванії. Невеличкі закарпатські громади появилися у ряді малих вугільних міст, таких як Хейзлтон, Фріланд, Маханой і Оліфант. Промислові заводи Нью-Йорка і його передмістя Йонкерс, місто Бріджпорт, нафтопереробні заводи в Пассаік, Байонна, Елізабет і Менвілл теж приваблювали русинів-українців, де вони мали можливість знайти робочі місця. У цей час американська економіка переживала період швидкої промислової експансії, особливо на північному сході, тому потребувала великої кількості робочої сили. Нею стали приїжджі.

Молоді закарпатці перед подорожжю уявляли Сполучені Штати як країну молока і меду, де вулиці нібито вимощені золотом. Звісно, такі фантазії швидко розвіялися після зустрічі із дійсністю простого американського робітника —закарпатських русинів-українців чекала важка, трудомістка, нерідко монотонна робота за невелику плату. Хоча деякі з них не змогли впоратися з виснажливими умовами, більшість переселенців високо цінили зароблені нелегким потом долари, пишучи листи своїм родичам із закликами здійснити подорож до Америки на заробітки.

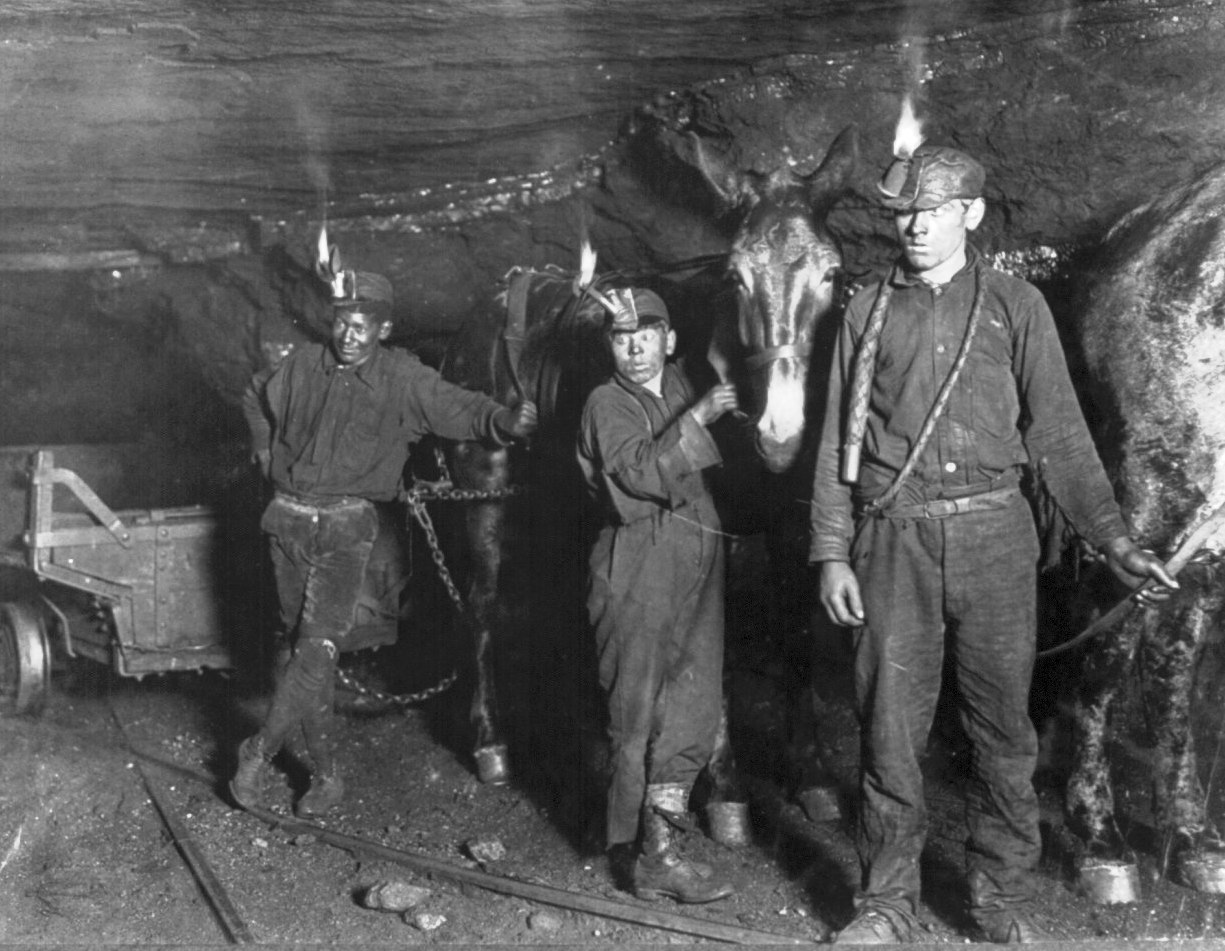
Шахтарі в США, 1908 рік

Сприймаючи спершу своє перебування у Сполучених Штатах як тимчасове, закарпатці часто оселялися у багатоквартирних будинках або пансіонатах, що розташовувалися поблизу місць роботи. Облаштування будівель було вкрай бідним, а самі квартири — переповненими і забрудненими промисловим димом і шумом. Часто у невеличких приміщеннях доводилось юрбитися кільком сім'ям, жили вбого, витрачаючи дріб'язковий заробіток на їжу й одяг. Незважаючи на важкі умови проживання, краща оплачуваність роботи все-таки спонукала закарпатців не повертатися назад на батьківщину, а залишатись на постійне проживання.

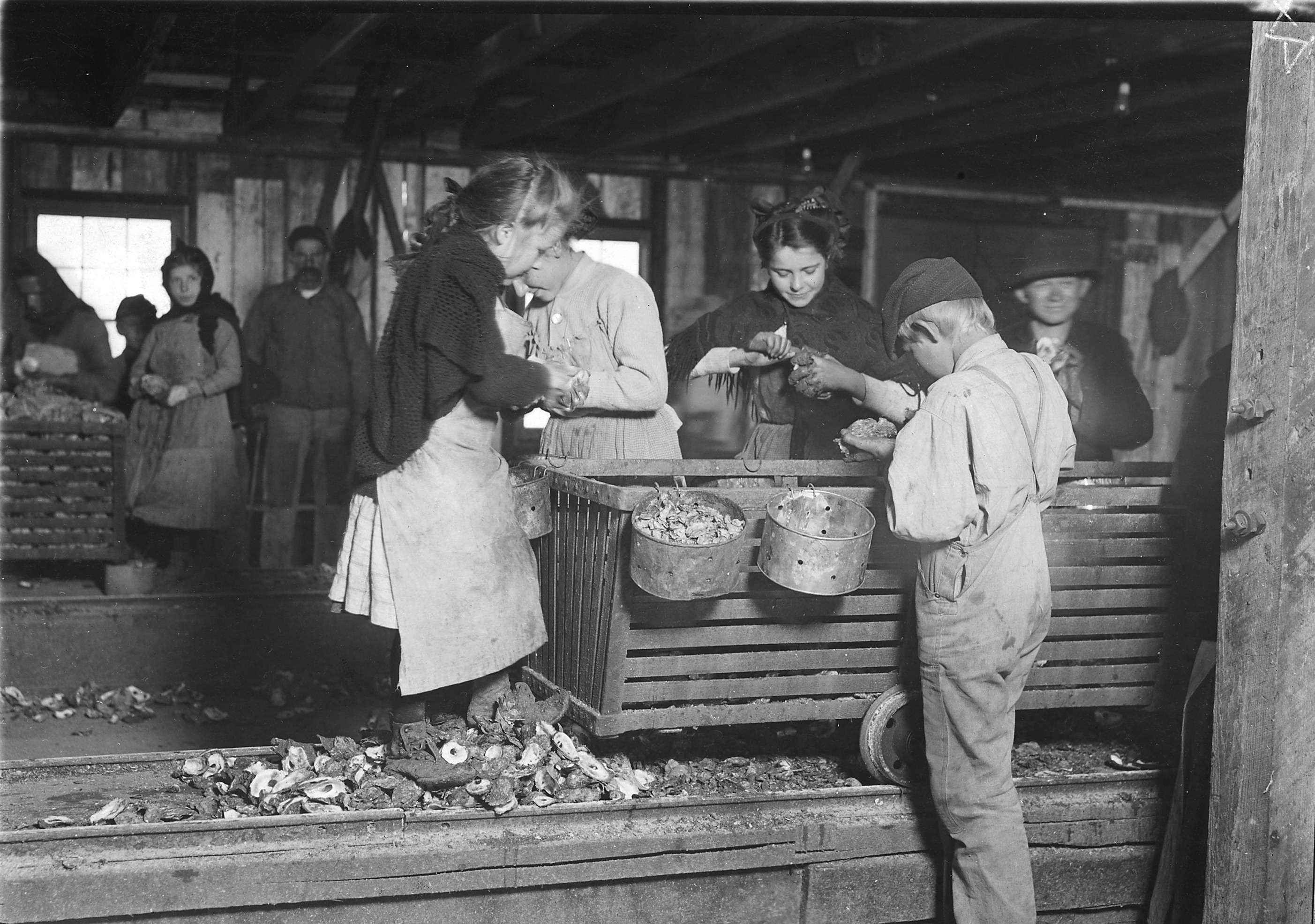
Праця підлітків в Америці, в т.ч. і закарпатських емігрантів, була вкрай нелегкою

З 1890-х років імміграція русинів-українців, лемків і пряшівщан набула масового характеру. Перша інформація про наявність в США групи емігрантів цієї етнічної групи належить галицькій газеті «Дело», яка повідомляла про значні суми грошових переказів. Завдяки коштам, що надходили з Америки, багато родичів на батьківщині змогли поліпшити своє матеріальне становище. Цей факт дозволяє вченим споріднити закарпатську імміграцію з італійською, переселенці якої також надсилали фінансові надходження своїм близьким.
Згідно з даними американської статистики початку XX століття 41 % емігрантів із Карпатського регіону були зайняті в сільському господарстві (переважно як сільськогосподарські робітники; фермерів було дуже мало), 22 % — у виробництві, 20 % працювали як домашня прислуга. Професійні робітники, кваліфіковані ремісники і торговці складали абсолютну меншість серед прибулих. Тільки 33 відсотки від загальної чисельності закарпатських емігрантів віком понад 14 років були грамотними. Панував і гендерний дисбаланс, оскільки чоловіки становили 71 %, а непрацюючі жінки і діти, які не досягли працездатного віку, складали лише 13 %.
Життя жінки було вкрай нелегким. На неї лягала відповідальність за щоденне виховання дітей й догляд за ними, прибирання, готування їжі, шиття й лагодження одягу. Крім цих обтяжливих завдань, жінкам часто доводилося найматись як прислуга або працювати неповний робочий день в магазинах або млинах. В її обов'язки по догляду за сім'єю також входило носити воду з відкритих насосів, колоти дрова і збирати вугільні відходи, і все це під час численних вагітностей. У кожній сім'ї закарпатських емігрантів було багато дітей. Будучи дуже малими, діти допомагали по господарству. Підростаючи, вони йшли працювати на млини або шукали інший підробіток. У 15 років молодий закарпатець-емігрант вважався практично дорослим і мав постійне місце роботи, вносячи свій внесок до сімейного бюджету.
До 1900 року громади закарпатських русинів-українців виникли в центральній Пенсильванії. Не оминули вони південь штату Коннектикут; трикутник Бінгхамтон-Ендікот-Джонсон-Сіті; Клівленд і Янгстаун, Чикаго і Детройт, Флінт і Міннеаполіс. До 1920 року майже 80 відсотків всіх закарпатців жили тільки в трьох штатах: Пенсильванії (54 %), Нью-Йорк (13 %), і Нью-Джерсі (12 %). За ними йдуть штати Огайо, Коннектикут та Іллінойс.Згадані штати потребували рук для праці на вугільних шахтах і коксових печах, на залізничних лініях, підприємствах нафтової та лісової промисловості. Серед переселенців швидко з'явилися і власні бізнесмени: власники магазинів і салонів, дистриб'ютори пива, навіть банкіри і турагенти. Корчмарі, як правило, були найбагатшими та найбільш впливовими членами громад.

### Міжвоєнний період (1914-1939)
В роки Першої світової війни еміграція закарпатців в Америку тимчасово припинилася. Однак після стабілізація ситуації в Європі і входження Закарпаття, Лемківщини і Пряшівщини до 2 нових держав — Чехословаччини і Польщі, в Сполучені Штати ринула нова хвиля міграції. На відміну від переселенців, що осіли до 1914 року, тепер серед прибулих переважали жінки і діти, які намагалися приєднатися до своїх чоловіків і батьків. Незабаром, однак з'явилися нові перешкоди на шляху вільного пересування між центрально-східною Європою і американським континентом. На цей раз обмеження були введені Сполученим Штатами, які у 1924 році запровадили національну систему квот для іммігрантів. У результаті введення такої системи і Великої депресії 1930-х років тільки 8 000 закарпатців з Чехословаччини і 10 000 лемків з Польщі змогли покинути ці держави. Такі обставини спричинили пошуку нових країн для еміграції. Ними стали Аргентина й Уругвай, близько 10 000 вихідців з Лемківщини знайшли нову батьківщину у Канаді.

## Громадське і політичне життя

### Ранній період

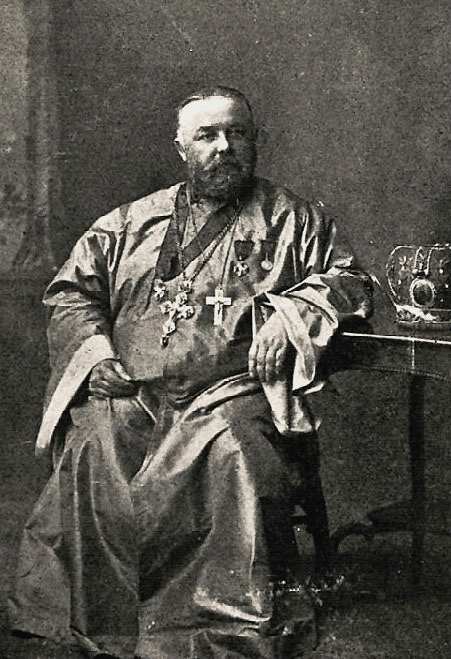
Олексій Товт

Русини на першому етапі не брали активної участі в політичному житті і не вважали вивчення англійської мови і пристосування до американської культури чимось суттєвим. Через це закарпатські емігранти нерідко відчували відчуження американського світу як лінгвістично, так і культурно. Мало того, що вони розмовляли іноземною для американців мовою, вони були парафіянами окремої східно-християнської церкви.
Певний час греко-католицькі священники намагалися налагодити відносини і увійти до римо-католицької церкви, однак вона їх не прийняла. Греко-католицизм для Америки був явищем абсолютно новим і чужим, тому закарпатським священикам, які прибули в США, довелося зіткнутися з протидією місцевого католицького духовенства (переважно ірландців), які вкрай негативно віднеслись до появи священнослужителів східного обряду, вважаючи їх «неправильними» вірянами. Католицькі ієрархи виражали нарікання на факт недотримання греко-католицьким духовенством принципу целібату, навіть намагалися добитись від Ватикану того, щоб надалі в Америку надсилались тільки неодружені греко-католицькі священнослужителі. Так, бували випадки, коли греко-католиків відмовлялися відспівувати в римо-католицьких церквах і взагалі ховати на католицьких цвинтарах.
Ці суперечки призвели до того, що 25 000 греко-католиків на чолі із уродженцем Пряшівщини священиком Олексієм Товтом у 1892 році перейшло під юрисдикцію Російської православної церкви в Північній Америці. У питанні національної самосвідомості він займав явні москвофільські позиції, відстоюючи переконання, що закарпатці є частиною російського народу, пропагував російську мову як літературний стандарт. За період своєї місіонерської діяльності Олексій Товт навернув у православ'я близько 25 000 русинів-українців, за що у 1994 році православна церква проголосила його святим.
Непорозуміння з римо-католицькою ієрархією змусило прибулих закарпатських русинів-українців створити власні греко-католицькі парафії, а греко-католицизм став практично синонімом карпато-української самобутності, індикатором національної ідентичності, слугуючи основним місцем для спілкування і підтримки зв'язків зі співвітчизниками, збереження власної культури. Ця обставина відрізняє русинів від таких іммігрантських груп Великої хвилі, як італійці або поляки, які при всій значущості релігії для самоідентифікації спиралися також на багату світську культуру. Відомо, що перші парафії були засновані в 1880-х роках на сході штату Пенсільванія. Їх обслуговували, головним чином, священики вислані туди із пряшівської єпархії. У 1880-ті роки були побудовані греко-католицькі храми в багатьох робітничих містах Пенсильванії: Кінгстоні, Фріланді, Шамокіні, Оліфанті, Хезлтоні, а також в Міннеаполісі (Міннесота) і Джерсі-Сіті (Нью-Джерсі).

### Перші закарпатські організації емігрантів
Майже при кожній парафії існували «братства», народні каси і читальні, молодіжні клуби й товариства взаємодопомоги, які англійською ще називалася «lodges». На відміну від церков, їх виникнення спричинили умови життя, з якими заробітчани зіткнулися в Америці. У чужій країні, де в більшості робітників-іммігрантів було недостатньо коштів для оплати медичної допомоги в разі промислових аварій, каліцтв або смерті, братські організації були здатні забезпечити хоч і мінімальну, але тим не менш важливу фінансову допомогу під час лиха. Члени братств керувалися заздалегідь ухваленим статутом, вносили певну частину свого заробітку до спільної каси. Поступово братства і товариства взаємодопомоги стали найвпливовішою силою, яка керувала і об'єднувала громади закарпатських емігрантів. Слід зазначити, що утворення об'єднань було винятково американським явищем, оскільки на історичній батьківщині вони з'явилися тільки після 1918 року.
Спершу закарпатські греко-католицькі організації США існували в єдності без поділу через політичну орієнтацію її членів. Але незабаром тертя, що виникли, і регіональні відмінності розділили їх на ряд іноді навіть ворожих фракцій: москвофілів, українофілів, русинофілів, словакофілів і мадяронів. Фрагментація відбулась доволі швидко, так що до 1890-х років кожна регіональна, релігійна та національна течія мала власну братську організацію. Поряд з політичними суперечками протистояння виникало і на ґрунті приналежності до різних церковно-адміністративних одиниць: «аристократичне» духовенство Мукачівської єпархії розглядало священників з Пряшівщини ненабагато краще ніж простих селян.
Першою організацією братського типу стало Братство святого Миколая, засноване у Шанендоа (Shenandonah) 1885 року. Його ініціатором став український церковний і громадський діяч о. Іван Волянський. Його зусиллями почалося видання газети «Америка» (виходила в 1886—1890 рр.) — першого в США друкованого «орґану руских преселєнцох Галичини та Венгриї», а також побудована у 1886 році перша греко-католицька церква на американському континенті. Організація проіснувала недовго, до неї входило тільки 50 членів. Після припинення її існування закарпатцям довелось деякий час входити до складу словацьких діаспорних організацій, таких як «First Catholic Slovak Union Jednota» і «Pennsylvania Slovak Roman and Greek Catholic Union».
14 лютого 1892 року у місті Вілкс-Барре було створено перше велике об'єднання закарпатських іммігрантів-греко-католиків у США «Соєдиненіє Греко-Католическихъ Русскихъ Братствъ Сѣверной Америки» або «Греко-католицький союз» (ГКС). Воно було побудоване за конфесійним принципом, об'єднавши західних українців (галичан і русинів) та певну кількість словаків. Утворене об'єднання оголосило своїм завданням надання страхової допомоги своїм членам; заохочення освіти і будівництва шкіл та церков, підтримка вдів, сиріт і незаможних членів закарпатських емігрантських громад. Організацію очолив Джон Жінчак Сміт (John Žinčak Smith). Організація дотримувалась «старорусинської» спрямованості, не будучи ні москвофільською, ні українофільською. Москвофіли звинувачували її керівників у «мадяронстві».

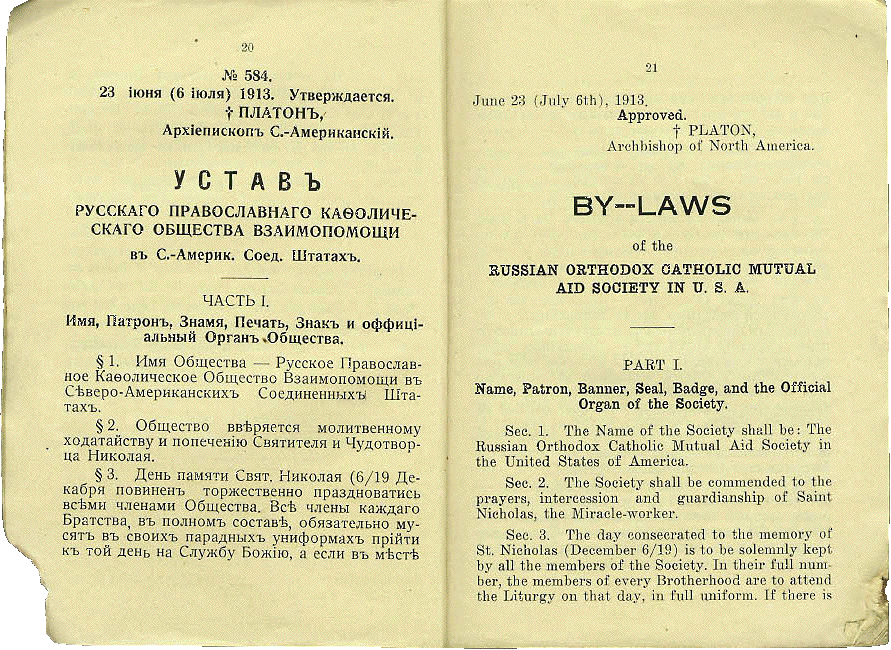
Перша сторінка статуту 1913 року Російського православного кафолічного товариства взаємодопомоги (ROCMAS) з версіями русинською (зліва) та англійською (праворуч) мовами

«Соединеніє» нараховувало 133 000 членів у 1328 осередках. Воно видавало тижневик «Американскій Русский Вѣстникъ» (1892—1952), перший редактором якого став Павло Жаткович, молодіжні часописи «Сокол Соединенія» (1914—1936) та «Світ дітей», шкільні підручники, фінансово підтримувало сиротинець у місті Елмгерст та спорудження багатьох церков. Вѣстникъ, який виходив під редакцією закарпатського священника Павла Жатковича, писався язичієм — писемною мовою, що базувалася на церковнослов'янській з додаванням російських слів і передачею місцевої української вимови. Специфікою організації були сильні русинофільські позиції, які ґрунтувалися на уявленні закарпатських українців як окремого народу — русинів. Це зумовило певну ворожість до проукраїнських організацій. Співіснування галицьких і угрофільських священників із Закарпаття в організації доволі швидко виявилося неможливим. «Греко-католицький союз» протягом наступних двох десятиліть, які збіглися зі зростанням імміграції закарпатців, небувало зріс, нараховуючи у 1929 році аж 133 000 членів у 1719 ложах.

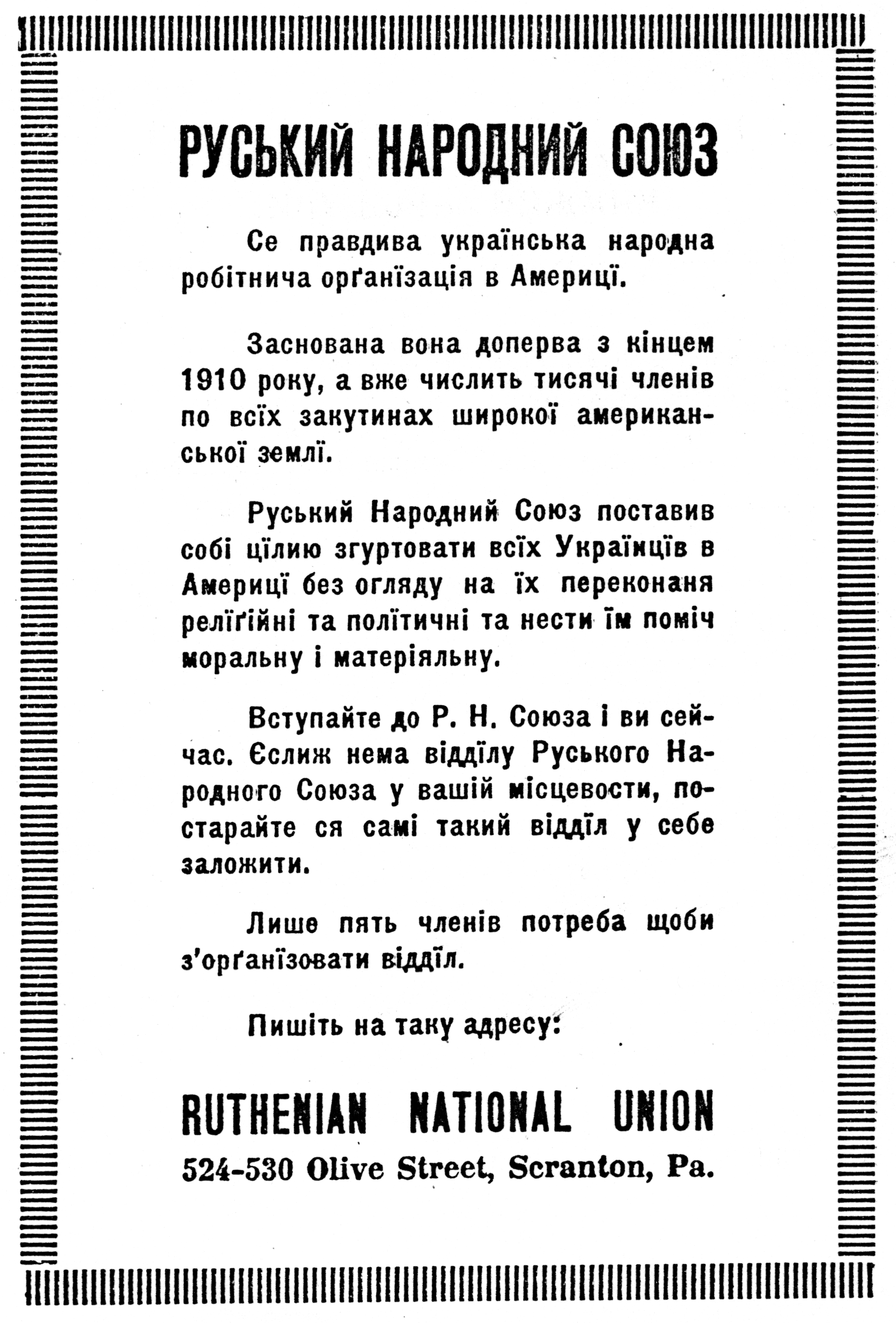
Реклама для членства Руського Народного Союзу

Ще одним об'єднанням русинів-українців став створений 22 лютого 1894 Руський народний союз, друкованим органом якого стала газета «Свобода». Ініціаторами виступила четверо священників-членів «Соединенія», які не погоджувалися з консервативною проугорською політикою та русофільськими тенденціями ГКС. Певний час народний союз був відкритий для всіх іммігрантів східнослов'янського походження незалежно від їх віросповідання. Однак згодом організація придбала яскраво виражений український характер, змінивши у 1914 році назву на «Український народний союз». Головою товариства став відомий у Шамокіні український бізнесмен Теодосій Талпаш, секретарем — І. Констанкевич. Союз швидко став масовою організацією, станом на 1898 рік він налічував 1 400 членів.
На противагу греко-католицьким організаціям за активної адміністративної підтримки з боку керівництва російської православної місії і російської влади 10 квітня 1895 було створене «Російське православне кафолічне товариство взаємодопомоги» (Russian Orthodox Catholic Mutual Aid Society). Першим головою-касиром товариства протягом 1895—1897 років став А. Є. Оларовський — генеральний консул Російської імперії в Нью-Йорку. Цей промовистий факт чітко засвідчив те, що товариство стало виразником проросійських настроїв в україно-русинській діаспорі. На першому з'їзді ROCMAS в квітні 1896 року були присутні представники 18 братств. У наступні часи товариство охопило близько 10 тисяч православних вірян у 224 своїх філіях. Об'єднані братства послужили важливою підмогою у будівництві нових православних храмів і заснуванні нових місій. Основним друкованим органом ROCMAS стала газета «Світло», у якій використовувався етимологічний алфавіт. Організація існує дотепер.

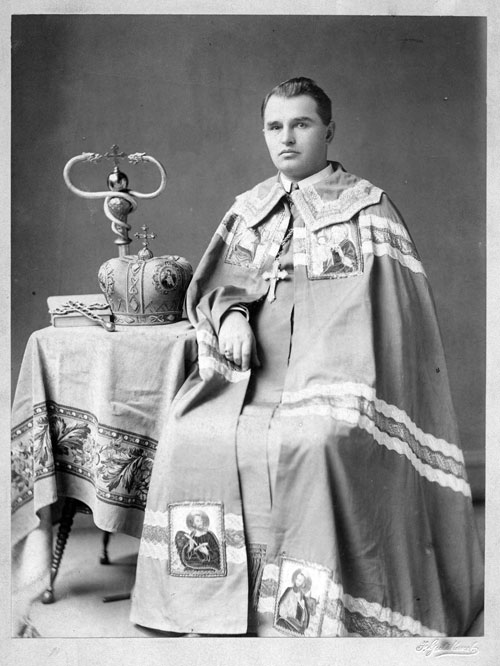
Портрет Сотера Ортинського (1866—1916)

Подібно до вищенаведеної була утворена лемківська русофільська організація «Товариство російських братств» (Russian Brotherhood Organization), заснована 1 липня 1900 року в шахтарському місті Маханой-сіті. Її представники хоч і походили із Карпатського регіону, критично оцінювали діяльність проукраїнських громад й мадяронського «Соединенія», вважаючи їх «зрадниками російської справи». Спершу «Товариство» дотримувалось прорусинської спрямованості, але згодом перейшло на більш радикальне православне москвофільство.
З початком XX століття суперечності й конфлікти між галицькими та закарпатськими священиками набрали ще більшої гостроти. Масла у вогонь підлило рішення Папи Римського у 1902 році назначити Апостольським візитатором для закарпатців пряшівського крилошанина Андрея Годобая. Така номінація чітко засвідчила про спроби Будапешта впливати на русинів-українців у США і, зрозуміло, викликала гостре невдоволення у греко-католицьких священників та митрополита Андрея Шептицького, оскільки Годобай відкрито репрезентував винятково угорські (мадяронські) інтереси. За наполяганням Шептицького єпископа врешті-решт вдалося відкликати, новим візитатором став Сотер Ортинський. Назначення проукраїнсього священника теж не покращило ситуації: між ним і редактором «Американского Русского Вѣстника» Павлом Жатковичем повисла напружена атмосфера. Зі сторінок офіційної газети ГКС у бік Ортинського полились критичні нападки.
Розмах явних антагоністичних настроїв мадяронів проти русинів-українців відштовхнув багатьох закарпатських емігрантів, сприяючи зростанню нової організації — «Зібрання Греко-Католицьких церковних братств» (United Societies of Greek Catholic Religion). Воно було створене у 1903 році парафіянами Приходу Святого Миколая в передмісті Піттсбурга, об'єднавши незадоволених діяльністю ГКС. Спершу це була суто місцева організація, але вже у 1915 нараховувала 73 ложі з більш ніж 2000 членів. На відміну від свого головного суперника, «Зібрання» залишилося вірним єпископу Ортинському і стійко підтримало його політику. Незважаючи на його титанічні зусилля, протиріччя між галицьким та закарпатським духовенством у Сполучених Штатах уже ніколи не вдалося подолати. Внаслідок цього у 1924 році Ватикан призначив 2 єпископів: для галичан Костянтина Богачевського, а для закарпатців Василя Ткача, духівника семінарії в Ужгороді. Ткач вважається першим єпископом русинських католиків в Америці, а його призначення — датою офіційного заснування Візантійської Католицької Митрополії у Піттсбурзі.